# استنفورد، نورفک
استنفورد (به انگلیسی: Stanford) یک روستا و محله مدنی در بریتانیا است که در Breckland District واقع شده‌است. استنفورد ۱۳٫۶۲ کیلومتر مربع مساحت و ۸ نفر جمعیت دارد.